# Федяковське сільське поселення
Федя́ковське сільське поселення (рос. Федяковское сельское поселение) — адміністративна одиниця у складі Кірово-Чепецького району Кіровської області Росії. Адміністративний центр поселення — присілок Шутовщина.

## Історія
Станом на 2002 рік на території сучасного поселення існували такі адміністративні одиниці:
- Федяковський сільський округ (присілки Березіно, Буслаєвщина, Єрмолинці, Конні, Кузнеці, Лагунови, Луб'ягіно, Машкіни, Мокреці, Нагоряна, Новоселовщина, Поздіно, Прощино, Сарафановщина, Сезенево, Суботінці, Сунчиха, Татари, Федяково, Філімоновщина, Фуфічі, Шелепенки, Шутовщина)

Поселення було утворене згідно із законом Кіровської області від 7 грудня 2004 року № 284-ЗО у рамках муніципальної реформи шляхом перетворення Федяковського сільського округу.

## Населення
Населення поселення становить 1745 осіб (2017; 1710 у 2016, 1708 у 2015, 1740 у 2014, 1663 у 2013, 1597 у 2012, 1517 у 2010, 1257 у 2002).

## Склад
До складу поселення входять 23 населених пункти:
| Населений пункт         | Населення, осіб (2002) | Населення, осіб (2010) |
| ----------------------- | ---------------------- | ---------------------- |
| Березіно, присілок      | 45                     | 57                     |
| Буслаєвщина, присілок   | 0                      | 0                      |
| Єрмолинці, присілок     | 16                     | 25                     |
| Конні, присілок         | 7                      | 19                     |
| Кузнеці, присілок       | 43                     | 56                     |
| Лагунови, присілок      | 41                     | 41                     |
| Луб'ягіно, присілок     | 130                    | 135                    |
| Машкіни, присілок       | 4                      | 3                      |
| Мокреці, присілок       | 8                      | 16                     |
| Нагоряна, присілок      | 6                      | 18                     |
| Новоселовщина, присілок | 0                      | 4                      |
| Поздіно, присілок       | 13                     | 20                     |
| Прошино, присілок       | 30                     | 59                     |
| Сарафановщина, присілок | 2                      | 9                      |
| Сезенево, присілок      | 28                     | 32                     |
| Суботінці, присілок     | 6                      | 13                     |
| Сунчиха, присілок       | 7                      | 8                      |
| Татари, присілок        | 50                     | 152                    |
| Федяково, присілок      | 63                     | 79                     |
| Філімоновщина, присілок | 30                     | 47                     |
| Фуфічі, присілок        | 0                      | 0                      |
| Шелепенки, присілок     | 0                      | 0                      |
| Шутовщина, присілок     | 728                    | 724                    |